# Сальтос-дель-Мондай
Сальтос-дель-Мондай (исп. Saltos del Monday, гуар. Chororo Monday) — водопад в Парагвае, находящийся в национальном парке Мондай в районе Президенте Франко департамента Альто-Парана. Его высота — 45 м, ширина — 120 м.

## Гидрография и климат
Каскад высотой более 40 метров состоит из трёх основных потоков, а также множества других поменьше и совсем небольших, и находится вблизи устья реки Мондай, одного из главных притоков правобережья реки Параны. Река Мондай впадает в реку Парана, сила её течения меняется в течение года, увеличиваясь в сезон дождей.
Среднегодовая температура воздуха составляет 21 °C, максимальная — 38 °C, а минимальная — 0 °C.

## Флора и фауна
Муниципальный парк Мондай — природный заповедник площадью 9 гектаров, покрытых густой растительностью, богатой разнообразными видами флоры и фауны. Он является одним из последних оставшихся массивов атлантического леса к западу от реки Парана.

## Туризм
У водопада богатая история: здесь останавливались путники-гуарани, идущие по древней тропе. В XXI веке водопад окружён парком, где устроены системы пешеходных дорожек и точек обзора. Туристы занимаются здесь скалолазанием, устраивают пикники и пешие походы; в парке имеются места для кемпинга и питания. В верхней части водопада можно искупаться или покататься на лодке.
Водопад производит значительный шум: на рассвете и в сумерках издали слышен шум воды, падающей на базальт, и виден поднимающийся от него туман.
Добраться до водопада можно по шоссе, которое связывает Сальто-дель-Гуайра и район Президенте Франко.